# StarCraft: Brood War
StarCraft: Brood War là bản mở rộng của trò chơi điện tử chiến lược thời gian thực thuộc loại khoa học quân sự viễn tưởng Starcraft. Game phát hành vào năm 1998 cho hệ điều hành Microsoft Windows và Mac OS, đồng phát triển bởi Saffire và Blizzard Entertainment. Bản mở rộng này nới dài cốt truyện (thêm 3 chiến dịch mới), thêm nhiều bản đồ mới, nhạc nền, các đơn vị quân mới và nhiều nâng cấp mới cho mỗi chủng tộc. Chiến dịch của nó là tiếp tục câu chuyện từ kết thúc của StarCraft nguyên bản  và tiếp theo bởi StarCraft II: Wings of Liberty. Brood War được phát hành ở Hoa Kỳ vào ngày 30 tháng 11 nằm 1998 .
Brood War đã được giới phê bình đón nhận, với nhận xét ca ngợi nó được phát triển với sự chăm sóc của một trò chơi đầy đủ chứ không phải là một bản mở rộng tẻ nhạt . Ngày 31 tháng 5 năm 2007, tổng cộng StarCraft và Brood War đã được bán ra hơn 10 triệu bản . Phiên bản mở rộng này của StarCraft đặc biệt được ưa chuộng ở Hàn Quốc, nơi các tay chơi game chuyên nghiệp và các đội chơi game tham gia các trận đấu, nhận được đầu tư của các nhà tài trợ và tỉ thí qua các trận đấu được truyền hình trực tiếp .

## Cách chơi

Một số đơn vị mới được thêm vào cho Brood War, như chiếc Valkyrie này của UED.

StarCraft tập trung vào 3 chủng tộc riêng biệt: Protoss, Terran và Zerg. Game xoay quanh việc người chơi thu thập tài nguyên để xây dựng căn cứ, nâng cấp quân đội và đánh bại các đối thủ khác. Cách chơi của Brood War không thay đổi so với StarCraft, nhưng nhìn chung giá thành các đơn vị và công trình được điều chỉnh và tính năng của một số đơn vị cũng thay đổi để tạo sự cân bằng. Điều này khiến cho chiến thuật rush- một chiến thuật nhận được nhiều lời chỉ trích ở StarCraft gốc - trở nên ít tác dụng hơn . Các chiến dịch chơi dơn cũng khó khăn hơn: các nhiệm vụ không còn tuyến tính và tập trung nhiều hơn vào việc sử dụng chiến thuật hợp lý để đạt được mục tiêu . Ngoài ra, trí tuệ nhân tạo (AI) đã được nâng cấp lên mức cao hơn, đối thủ máy giờ đây thông minh hơn và sử dụng các chiến thuật hiệu quả hơn.
Brood War giới thiệu 7 đơn vị quân mới cho cả ba chủng tộc. Mỗi chủng tộc được cho truy cập vào một đơn vị mặt đất độc đáo: Zerg có thêm đơn vị "Lurker" có thể tấn công đối phương khi đang ẩn nấp trong hang dưới lòng đất  trong khi Terran có thêm các lính cứu thương "Medic" . Protoss có thể đào tạo "Dark Templar", một đơn vị cận chiến mạnh mẽ khả năng tàng hình vốn chỉ được trao cho người chơi trong nhiệm vụ đặc biệt của StarCraft, Đặc biệt người chơi Protoss có thể kết hợp hai đơn vị Dark Templar tạo thành một pháp sư "Dark Archon" . Mỗi chủng tộc cũng được truy cập vào một đơn vị không đối không chuyên dụng là "Devourer" của Zerg, "Valkyrie" của Terran và "Corsair" của Protoss

## Nội dung

### Thiết lập
Brood War diễn ra trong vũ trụ StarCraft của Chris Metzen, thiết lập vào khoảng đầu thế kỷ 26. Terran lưu vong từ Trái Đất có một hệ thống thuộc địa tại một vùng xa của dải Ngân hà được gọi là Koprulu Sector, đã hình thành một số chính phủ. Cuối cùng, một cuộc nội chiến nổ ra và kết thúc với sự hình thành của Terran Dominion. Tuy nhiên, nhân loại sớm rơi vào một cuộc chiến tranh giữa Protoss và Zerg, mà lên đến đỉnh điểm vào cuối StarCraft với cái chết của sinh vật điều khiển toàn bộ loài Zerg là Overmind trên quê nhà Protoss ở Aiur. Không có Overmind để chỉ huy, Zerg hoành hành một cách vô ý thức trên Aiur, trong khi các Cerebrate-chỉ huy phụ của Swarm cố gắng giành lại quyền kiểm soát. Sau khi phát hiện ra sự sống ngoài hành tinh trong Koprulu Sector, United Earth Directorate (UED)-cơ quan quốc tế quản lý Trái Đất quyết định gửi một lực lượng viễn chinh đến đảm bảo an ninh của khu vực và ngăn chặn người ngoài hành tinh tìm thấy Trái Đất. Brood War bắt đầu 2 ngày sau kết thúc của StarCraft.

### Nhân vật
Người chơi giả định vai trò của 3 nhân vật vô danh trong quá trình của trò chơi. Trong chiến dịch đầu tiên, người chơi đóng vai trò của người chỉ huy hạm đội Protoss trong chiến dịch thứ ba của StarCraft. Nhân vật này được chỉ huy bởi Zeratul và Aldaris, 2 đối thủ của nhau trong StarCraft nhưng đã từ bỏ sự khác biệt của họ để lãnh đạo người Protoss khi đối mặt với Zerg điên cuồng. Họ cũng nhận được sự giúp đỡ từ Jim Raynor, một phiến quân Terran chạy trốn khỏi Dominion và Artanis, một chỉ huy trẻ tuổi nhiệt tình và Raszagal, lãnh tụ của phe Dark Templar bất đồng chính kiến trong xã hội Protoss. Chiến dịch thứ hai nhìn thấy người chơi như một đội trưởng trong lực lượng viễn chinh UED, báo cáo với đô đốc hạm đội Gerard DuGalle và phó đô đốc của ông là Alexei Stukov. Để đảm bảo an ninh cho khu vực, UED lên kế hoạch lật đổ Terran Dominion và hoàng đế Arcturus Mengsk, và được hỗ trợ trong việc này bởi Samir Duran, một đặc vụ Ghost bí ẩn có khả năng psionic và nhóm phiến quân chống Dominion của ông ta. Chiến dịch cuối cùng cho người chơi giả định vị trí của một Cerebrate của Zerg, một chỉ huy trong Zerg Swarm. Người chơi được đặt dưới sự kiểm soát của Sarah Kerrigan, một người Terran bị nhiễm khuẩn bởi Zerg trong StarCraft.

### Cốt truyện
Câu truyện của Brood War được trình bày thông qua phần hướng dẫn của nó, các cuộc giao ban cho mỗi nhiệm vụ, và các cuộc hội thoại trong chính các nhiệm vụ, cùng với việc sử dụng các phim cắt cảnh ở cuối mỗi chiến dịch . Trò chơi chính được chia thành 3 tập, một cho người chơi điều khiển các chủng tộc khác nhau. Trong tập đầu tiên, Aldaris, Zeratul và Artanis mới được thăng chức tiến hành công việc sơ tán các Protoss còn sống sót từ quê nhà bị tàn phá của họ qua một cánh cổng không gian đến một thuộc địa của Dark Templar trên Shakuras, nơi họ gặp gỡ lãnh tụ của Dark Templar, Raszagal. Mặc dù Zerg bám theo Protoss tới Shakuras, Raszagal thông báo cho những người sống sót về một ngôi đền Xel'Naga trên bề mặt của hành tinh với sức mạnh quét sạch Zerg khỏi bề mặt hành tinh nếu được kích hoạt. Miễn cưỡng hợp tác với Sarah Kerrigan, người thông báo cho họ về một Overmind mới đang phát triển trên Char, người chơi gia nhập Zeratul và Artanis trong nhiệm vụ thu hồi 2 tinh thể chính cần thiết để vận hành ngôi đền. Khi họ trở về, một thảm hoạ xảy ra khi Aldaris đã bắt đầu một cuộc nổi dậy chống lại Dark Templar do liên minh của họ với Kerrigan. Cuộc nổi dậy bị đánh bại và Aldaris bị Kerrigan giết chết, người đã tiết lộ rằng động cơ của cô là bảo đảm sự phá hủy của Zerg Cerebrate trên Shakuras để cô có thể giành quyền kiểm soát Zerg cho chính mình trước khi rời khỏi hành tinh. Mặc dù biết rằng kích hoạt ngôi đền sẽ hoàn thành mục đích của Kerrigan, Zeratul và Artanis không còn cách nào khác đành tiến hành và do đó quét sạch Zerg ra khỏi Shakuras.

Đoạn cắt cảnh được sử dụng tại các điểm cốt truyện chính trong chiến dịch chơi đơn.

Trong chiến dịch thứ hai, người chơi chỉ huy quân viễn chinh của United Earth Directorate chống lại Terran Dominion. Khi gặp Samir Duran, phó đô đốc Alexei Stukov cho Duran làm cố vấn đặc biệt. UED sớm phát hiện ra "psi disrupter" là một thiết bị có khả năng làm gián đoạn thông tin liên lạc của Zerg trên thủ đô Tarsonis của Confederate. Mặc dù Duran thuyết phục đô đốc Gerard DuGalle phải để thiết bị chống Zerg bị phá hủy, Stukov đã làm suy giảm lực lượng của Duran tại thời điểm cuối cùng. UED tiếp đó tấn công thế giới Korhal IV của Dominion, nơi người chơi đánh bại đội quân của Arcturus Mengsk, mặc dù Mengsk được giải cứu khi một hạm đội Protoss chỉ huy bởi Jim Raynor đến nơi. UED lần theo Raynor và Mengsk đến quê nhà Protoss ở Aiur, nhưng cả hai thoát khỏi cuộc tấn công của UED khi Duran di chuyển lực lượng của mình ra khỏi vị trí và cho phép Zerg can thiệp vào hoạt động. Hiểu rằng cuộc xâm lược UED đã khiến Mengsk, Raynor, và Protoss cùng nhau chống lại một kẻ thù chung, Stukov cũng nhận ra rằng hành động của Duran và cuộc tấn công của Zerg không phải là một sự trùng hợp-chính Zerg cũng đã liên minh với Terran và Protoss, và Duran đã làm việc với họ để làm suy yếu UED. Trong khi Stukov có một quân đội riêng và tái cấu trúc psi disrupter trên Braxis, DuGalle do không không biết về ý định của ông nên bị Duran thuyết phục rằng Stukov là một kẻ phản bội. Người chơi sẽ giúp Duran săn lùng Stukov bên trong psi disrupter, nhưng trước khi chết Stukov tiết lộ cho DuGalle rằng Duran là kẻ thù thực sự. Duran bỏ trốn sau khi người chơi làm vỡ kế hoạch phá hoại psi disrupter của hắn. Sử dụng sức mạnh của psi disrupter, DuGalle và UED có thể tấn công thế giới Zerg ở Char và kiểm soát Overmind mới phát triển ở đó.
Phần cuối cùng của Brood War cho thấy các người chơi giúp Sarah Kerrigan đánh bại UED. Với Overmind bị kiểm soát bởi United Earth Directorate, tất cả các hoạt động giữa các phe phái trong khu vực bị hư hỏng, bao gồm cả lực lượng của Kerrigan. Để bắt đầu chiến dịch chống lại lực lượng UED, Kerrigan và Samir Duran thành lập một liên minh bất đắc dĩ với Jim Raynor, phán quan Protoss là Fenix và Arcturus Mengsk để tiêu diệt psi disrupter. Sau khi phá hủy psi disrupter, người chơi chỉ huy lực lượng của Kerrigan trong một cuộc tấn công với quy mô đầy đủ trên Korhal, nhanh chóng phá vỡ UED trên hành tinh. Sau đó Kerrigan phản bội lại đồng minh của mình, tiêu diệt một số lượng lớn lực lượng Dominion và giết chết cả Fenix và cánh tay phải của Mengsk là Edmund Duke. Kerrigan đi cùng Duran đi đến Shakuras và bắt cóc Raszagal, người mà cô sử dụng để buộc Zeratul giết Overmind trên Char, do đó khiến tất cả các lực lượng Zerg thuộc kiểm soát của Kerrigan. Zeratul cố gắng cứu Raszagal, nhưng người chơi chặn đường thoát của họ, và cuối cùng Zeratul phải giết chết Raszagal khi trở nên rõ ràng bà đã bị tẩy não mà không thể phục hồi bởi Kerrigan. Vào lúc đó cũng trở nên rõ ràng rằng cuộc nổi dậy của Aldaris trong tập đầu tiên là một nỗ lực để ngăn chặn Raszagal bị tẩy não phản bội người của mình thêm nữa. Sau khi rời Char để tìm kiếm Artanis, Zeratul tình cờ phát hiện một cơ sở di truyền học do Duran điều hành mà Kerrigan không biết, nơi một Protoss/Zerg lai đang được phát triển. Cùng lúc đó, Kerrigan bị tấn công bởi Dominion, UED, và hạm đội báo thù của Artanis. Mặc dù bị áp đảo, Kerrigan đánh bại cả ba đội tàu và tận diệt quân UED còn sống sót, khiến cô là thế lực chi phối trong khu vực.

## Phát triển
Sư phát triển của Brood War đã bắt đầu ngay sau khi phát hành StarCraft vào năm 1998, và đã được công bố sau khi phát hành 2 phần mở rộng đầu tiên của StarCraft, Insurrection, and Retribution . Hầu hết các đội tại Blizzard Entertainment chịu trách nhiệm về StarCraft trở lại làm việc trên Brood War. Họ đã được sự hỗ trợ bởi các thành viên của Saffire, những người đã ký hợp đồng cho một loạt các nhiệm vụ bao gồm lập trình và thiết kế cho các màn chơi, hình ảnh và các hiệu ứng âm thanh . Theo Shane Dabiri, Brood War nhằm để tăng tính quyết liệt và ý nghĩa của câu chuyện trong Starcraft, nói rằng việc thêm kịch bản này vào sẽ cho phép "các sự kiện kiểu Final Fantasy" được phát sinh trong quá trình chơi. Dabiri tiếp tục giải thích rằng các mục tiêu trong nhiệm vụ cũng sẽ phản ánh những câu chuyện trong một tương tác cách xa hơn, với người chơi được trình bày với các quyết định chiến thuật trong đó có mục tiêu theo đuổi và với các nhiệm vụ dơn giản hơn xoay quanh việc tiêu diệt đối phương . Mặc dù ban đầu dự kiến sẽ phát hành tại Mỹ vào tháng 10 năm 1998 , sự phát hành của Brood War đã bị trì hoãn gần một tháng để phát hành vào tháng 11 .
Như với StarCraft, một chiến dịch giới thiệu các phương pháp mẫu mực của việc tạo ra một chiến dịch tùy chỉnh cho Brood War cũng có sẵn. Với tiêu đề Enslavers: Dark Vengeance, chiến dịch theo sau những hành động của một Dark Templar nổi loạn, Ulrezaj, và nỗ lực loại bỏ các Protoss Khalai khỏi quê nhà của ông ở Shakuras, với người chơi và Zeratul cố gắng ngăn chặn anh ta. Tuy nhiên, nó không được bao gồm trong bản phát hành và phải được tải về một cách riêng biệt từ Battle.net 

## Ảnh hưởng văn hóa

### Đánh giá
StarCraft: Brood War thường nhận được đánh giá rất tích cực, với số điểm của Game Rankings là 96% . Tạp chí PC Zone đã cho Brood War một nhận xét ngắn nhưng tâng bốc, mô tả nó là "chắc chắn là đáng để chờ đợi". Sự ca ngợi của PC Zone bao gồm các đơn vị mới và chỉnh cân bằng đã chuyển đổi StarCraft "từ một game vừa lòng chuyển thành một cái gì đó giống như những hạt mầm xuẩn ngốc". Nhận xét cũng chú ý đến các phim cắt cảnh, nói rằng họ "thực sự cảm thấy như một phần của câu chuyện hơn là một suy nghĩ" .
IGN ca ngợi Brood War như là một bản mở rộng được "thiết kế cẩn thận", "với nhiều tính năng mới này sẽ đáp ứng ngay cả những game thủ khó tính nhất". Mặc dù IGN nói rằng có "đủ để làm phong phú thêm trò chơi chính mà không làm mất hương vị", IGN trình bày mối quan tâm về độ khó của trò chơi: "Cái khó của Brood War' là một thứ bậc có cường độ cao hơn nhiều so với StarCraft. [Người chơi sẽ] hầu như không có đủ thời gian để làm quen [chúng] với các đơn vị quân mới trước khi đối phương bắt đầu tràn vào quấy phá [họ]". Tuy nhiên, IGN ca ngợi cốt truyện là "hấp dẫn" và mô tả bản mở rộng là "một trong những tính năng tốt nhất" của trò chơi, cuối cùng đánh giá việc mở rộng là "ấn tượng" .
GameSpot cũng tích cực trong nhận xét của họ, nói rằng thiết kế của Brood War "có tất cả các chăm sóc, chi tiết, và sự khéo léo của một phần tiếp theo đúng nghĩa" là "sự tái sinh toàn diện" của bản game gốc. Lời phê bình ca ngợi Brood War là "nhỏ nhưng là một thay đổi có vẻ cực kỳ quan trọng" đối với sự cân bằng của trò chơi, đưa kết quả là "xuất sắc", nhưng thu hút mối quan tâm đến sự thiếu hụt giao diện của những đối phó với những thay đổi này. GameSpot cũng lưu ý đến việc soạn nhạc và âm thanh trên Brood War là một cải tiến đậm, mô tả giọng lồng tiếng là "hoàn toàn thuyết phục" trong một chiến dịch chơi đơn hướng câu chuyện rất nhiều, mặc dù trở nên kém sáng tạo trong các giai đoạn sau, "vẫn còn quyến rũ đến kết thúc ". Nhận xét lại kết luận rằng Brood War là "còn hơn là kẻ kế nghiệp StarCraft và là một trong các bản mở rộng trò chơi máy tính tốt nhất của mọi thời đại" , và đã đưa ra một giải thưởng thành tựu đặc biệt là "Bản mở rộng tốt nhất" cho trò chơi .
Trong đánh giá của mình, The Cincinnati Enquirer khen ngợi nội dung mới của Brood War, ca ngợi những nỗ lực trong việc phát triển bản mở rộng. Ghi nhận về độ khó khăn gia tăng của bản mở rộng và phần chơi mạng thành công của nó, The Enquirer Cincinnati nói rằng "While it’s rare that an expansion pack reawakens the joy birthed from the original, Brood War proves it’s not impossible" và kết luận rằng bản mở rộng là "sự lựa chọn đáng giá" .
Tuy nhiên, phản ứng quan trọng đối với Brood War đã không được phổ cập. Game Revolution mô tả trò chơi là "giống như StarCraft bằng mọi cách gần như "và hiển thị cảm xúc hỗn hợp đối với các đơn vị mới". Lời nhận xét tiếp tục bằng cách nói rằng "trong khi việc nâng cấp đơn vị là tốt, kịch bản vẫn không cắt nó", mô tả nhiệm vụ chơi dơn được thiết kế như là "suy nghĩ" bất chấp việc bản mở rộng sở hữu một cốt truyện "thú vị". Không chấp nhận việc coi phần chơi mạng là không quan trọng, Game Revolution tóm tắt rằng trong khi "bản mở rộng thú vị", Brood War là "một túi hỗn hợp" .

### Di sản
Sau khi phát hành, StarCraft, cùng với bản mở rộng Brood War, nhanh chóng trở nên phổ biến tại Hàn Quốc, thiết lập một nền chơi game chuyên nghiệp thành công . Trò chơi được phát sóng trên 3 kênh truyền hình dành riêng cho nền chơi game chuyên nghiệp, và các game thủ pro ở trong nước là phương tiện truyền thông nổi tiếng . Một số game thủ pro đã giành được hợp đồng truyền hình, tài trợ, và giải thưởng trong các giải đấu, cho phép người chơi nổi tiếng nhất, Lim Yo-Hwan, người được biết đến trong trò chơi với biệt hiệu Slayers `BoxeR` , để đạt được một câu lạc bộ của hơn một nửa triệu người hâm mộ . Game thủ chuyên nghiệp dành nhiều giờ mỗi ngày để chơi StarCraft khi chuẩn bị cho giải đấu cạnh tranh cao. Lee Yun-Yeol, một người chơi Terran được biết đến như [Red] NaDa, báo cáo thu nhập trong năm 2005 là 200.000 người US . Vào tháng 4 năm 2009, một Collegiate Star League được thành lập tại Hoa Kỳ để tạo thuận lợi cho cạnh tranh giữa các đội liên trường đại học và các câu lạc bộ .
Ngày 2 tháng 5 năm 2012, KeSPA, Ongamenet, Blizzard Entertainment và GomTV đã công bố việc đưa StarCraft II: Wings of Liberty vào những trận thi đấu chuyên nghiệp ở Hàn Quốc với StarCraft: Brood War đã hoàn toàn bị loại bỏ vào tháng 10 cùng năm. Tuy vậy, ngay sau khi được tỏa sáng bởi người kế nhiệm của nó, những cuộc tranh tài Brood War vẫn được một phần khán giả ưu thích và các kênh phát sóng trực tiếp của những game thủ chuyên nghiệp đã về hưu còn giữ được mức độ phổ biến. Bên ngoài sự thống trị của Hiệp hội eSports Chuyên nghiệp Hàn Quốc, các cuộc thi đấu nghiệp dư bắt đầu trở nên phổ biến, vào năm 2014, vài hồ sơ giải đấu cao hơn đã được công bố - với các trận đấu có giải thưởng phù hợp đến từ đỉnh cao của sự nổi tiếng và một cái thậm chí đã quay trở lại với kênh truyền hình - OGN.